# Holger Kreitling
Holger Kreitling (* 21. Februar 1964 in Schotten) ist ein deutscher Journalist.

## Leben und Wirken
Kreitling begann nach dem Abitur 1986 ein Studium der Publizistik, Geschichts- und Theaterwissenschaften an der Freien Universität Berlin. Dieses unterbrach er durch Tätigkeiten in der Berliner und Brandenburger Verwaltung; zuletzt war er Referent der Bezirksbürgermeisterin von Berlin-Schöneberg. In dieser Zeit sammelte er auch erste Erfahrungen als freier Journalist bei Zeitungen.
Er ist seit 1997 Redakteur der Welt und der Berliner Morgenpost im Ressort Reportage und Vermischtes.

## Auszeichnungen
Im Jahre 2003 wurde Kreitling mit dem Theodor-Wolff-Preis in der Kategorie „Allgemeines“ für den Beitrag „Der Energie-Dichter“ ausgezeichnet, der am 25. Mai 2002 in der Zeitung Die Welt abgedruckt war.

„Holger Kreitling hat in einem brillant und im stilistischen Geist von Theodor Wolff geschriebenen Feuilleton die Macht von Vorurteilen am Beispiel eines dem Cottbuser Fußballverein Haikus und Sonette widmenden 'Dichters' ironisch durchbrochen und in der Ich-Form sowohl den Kulturbetrieb als auch den des Sports durchleuchtet und nebenbei eine pfiffige Lehrstunde in Poetik gegeben - Kunst und die Kunst des Fußballs vereint.“